# Supercoppa italiana 1993
La Supercoppa italiana 1993 è stata la 6ª edizione della competizione, disputata il 21 agosto 1993 al Robert F. Kennedy Memorial Stadium di Washington — la prima giocata al di fuori dell'Italia — tra il Milan, vincitore della Serie A 1992-1993, e il Torino, detentore della Coppa Italia 1992-1993.
A conquistare il titolo è stato il Milan che ha vinto per 1-0 con rete di Marco Simone.

## Partecipanti
| Squadre | Qualificazione                         | Partecipazioni precedenti (il grassetto indica la vittoria) |
| ------- | -------------------------------------- | ----------------------------------------------------------- |
| Milan   | Vincitore della Serie A 1992-1993      | 2 (1988, 1992)                                              |
| Torino  | Vincitore della Coppa Italia 1992-1993 | Nessuna                                                     |

## Tabellino
| Arbitro: | Dias |

|           |           |  |
| Simone 4’ | Marcatori |  |

| Milan | Torino |

### Formazioni
| Milan:        |    |                       |             |     |
|               |    |                       |             |     |
| P             | 1  | Sebastiano Rossi      |             |     |
| TD            | 2  | Mauro Tassotti        |             |     |
| TS            | 3  | Paolo Maldini         |             |     |
| CC            | 4  | Demetrio Albertini    |             |     |
| DC            | 5  | Alessandro Costacurta |             |     |
| DC            | 6  | Franco Baresi (c)     |             |     |
| CLD           | 7  | Stefano Eranio        | Ammonizione |     |
| CC            | 8  | Zvonimir Boban        | Ammonizione |     |
| AT            | 9  | Daniele Massaro       |             |     |
| CLS           | 10 | Dejan Savićević       |             | 60’ |
| AT            | 11 | Marco Simone          |             | 44’ |
| Sostituzioni: |    |                       |             |     |
| P             | 12 | Mario Ielpo           |             |     |
| CD            | 13 | Filippo Galli         |             |     |
| TS            | 14 | Alessandro Orlando    |             |     |
| CLS           | 15 | Roberto Donadoni      |             | 60’ |
| AT            | 16 | Florin Răducioiu      |             | 44’ |
| Allenatore:   |    |                       |             |     |
| Fabio Capello |    |                       |             |     |

| Torino:            |    |                   |             |     |
|                    |    |                   |             |     |
| P                  | 1  | Giovanni Galli    |             |     |
| D                  | 2  | Sandro Cois       |             | 72’ |
| D                  | 3  | Robert Jarni      |             |     |
| C                  | 4  | Daniele Fortunato |             |     |
| D                  | 5  | Angelo Gregucci   | Ammonizione |     |
| C                  | 6  | Luca Fusi (c)     |             |     |
| D                  | 7  | Roberto Mussi     |             |     |
| C                  | 8  | Marco Osio        |             | 44’ |
| A                  | 9  | Andrea Silenzi    |             |     |
| A                  | 10 | Enzo Francescoli  |             |     |
| C                  | 11 | Giorgio Venturin  |             |     |
| Sostituzioni:      |    |                   |             |     |
| P                  | 12 | Luca Pastine      |             |     |
| D                  | 13 | Giulio Falcone    |             |     |
| D                  | 14 | Raffaele Sergio   |             |     |
| C                  | 15 | Gianluca Sordo    |             | 72’ |
| A                  | 16 | Pato Aguilera     |             | 44’ |
| Allenatore:        |    |                   |             |     |
| Emiliano Mondonico |    |                   |             |     |